# Yohana Cobo

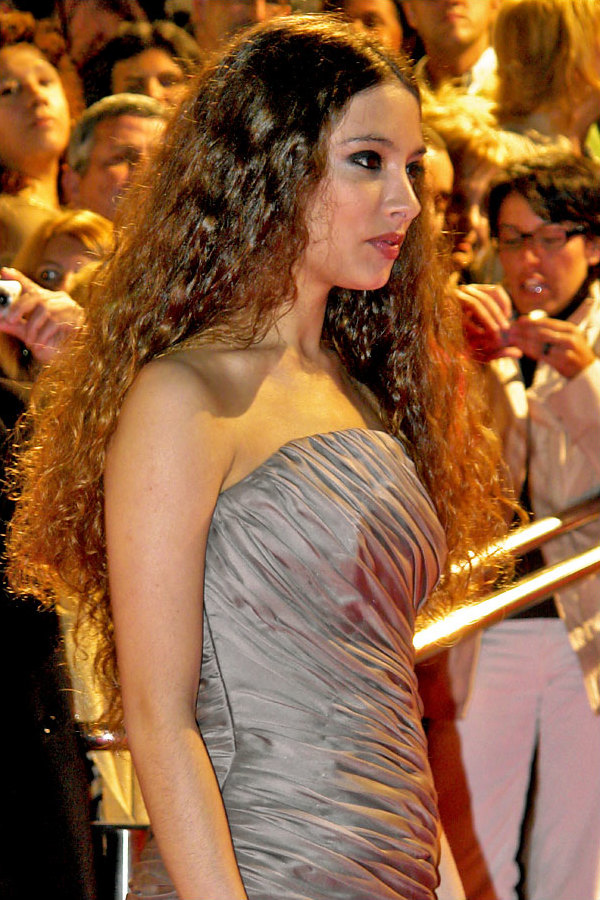
Yohana Cobo, 2012

Yohana Cobo (* 12. Januar 1985 in Madrid) ist eine spanische Schauspielerin.

## Leben
Cobo wurde vor allem durch ihre Rolle in Pedro Almodóvars Film Volver – Zurückkehren bekannt. In dem Film spielte sie die 14-jährige Tochter von Penélope Cruz, obwohl sie nur elf Jahre jünger ist als Cruz. Bei den Internationalen Filmfestspielen von Cannes 2006 erhielt sie für ihre Darstellung den Preis als Beste Darstellerin.

## Filmografie

### Film
- 1997: Campeones
- 2000: What You Never Knew (Aunque tú no lo sepas)
- 2001: Don’t Tempt Me / Without News of God (Sin noticias de Dios)
- 2002: Der Obrist und die Tänzerin (The Dancer Upstairs)
- 2002: Semana Santa – Die Bruderschaft des Todes (Semana Santa)
- 2003: Life Marks (La Vida mancha)
- 2004: Las Llaves de la independencia
- 2004: The Seventh Day (El Séptimo día)
- 2004: Alles was ich an euch liebe (Seres queridos)
- 2005: Fin de curso
- 2006: Volver – Zurückkehren (Volver)
- 2006: Arena en los bolsillos
- 2007: Lolita’s Club (Canciones de amor en Lolita’s Club)
- 2007: El monstruo del pozo
- 2008: Vlog
- 2009: Tramontana
- 2009: Bullying
- 2010: Vidas pequeñas
- 2017: Marisa in the Woods (Marisa en los bosques)
- 2020: 75 días

### Fernsehen
- Hermanas (1998–99)
- Hospital Central
  - Decisiones (2002) als Sonia
- Código fuego
  - Despedidas (2003) als Almudena
- El comisario (1999–2009)
  - La Casa de las meriendas (2005) als Natalia Moreno Hurtado
- Los misterios de Laura (2009–2014)
  - El misterio del vecindario perfecto (2009) als Begoña